# جيف كارتر (لاعب كرة قاعدة)
جيف كارتر (بالإنجليزية: Jeff Carter)‏ هو لاعب كرة قاعدة أمريكي، ولد في 3 ديسمبر 1964 في تامبا في الولايات المتحدة.

## وصلات خارجية
- جيف كارتر على موقعبيزبول رفرنس.كوم (الدوري الرئيسي) (الإنجليزية)
- جيف كارتر على موقعبيزبول رفرنس.كوم (الدوري الثانوي) (الإنجليزية)